# Yemane Tsegay
Yemane Tsegay (Etiopía, 8 de abril de 1985) es un atleta etíope, especialista en la prueba de maratón, con la que ha logrado ser subcampeón mundial en 2015.

## Carrera deportiva
En el Mundial de Pekín 2015 gana la medalla de plata en la maratón, con un tiempo de 2:13:17, quedando tras el eritreo Ghirmay Ghebreslassie y por delante del ugandés Solomon Mutai.